# Can Gener (Mataró)
Can Gener és una masia de Mataró (Maresme) protegida com a bé cultural d'interès local.

## Descripció
Masia inicialment de tres cossos amb coberta a dues aigües que amb el temps ha sofert ampliacions i mutilacions diverses que han malmès la seva estructura i volumetria original.
A la façana principal encara es conserva l'arc de mig punt adovellat i un balcó i finestrals amb carreus i llindes de pedra. La resta, són afegits sense interès.